# 日光猿軍団
日光猿軍団(にっこうさるぐんだん)は、栃木県日光市（2006年2月以前は藤原町）に本拠地を置く猿まわし団体、およびその公演を行なうテーマパークである。株式会社間中屋が経営していた。2013年12月31日に猿の高齢化などを理由に閉園。2014年10月4日から2015年3月20日まで日光猿軍団記念館として施設展示のみの営業を行っていた。
2015年3月に村﨑太郎が経営するおさるランドへ土地建物を売却し、同年6月より「日光さる軍団」と名称のみ継承した別施設として再開業している。

## 概要
幾多の職を転々とし日光江戸村内で土産物店を経営していた間中敏雄が、テレビで周防猿まわしの会の猿まわし芸を見たことがきっかけとなり、1984年に独学で2匹の猿に芸を仕込んだことから始まった。1990年に愛知県犬山市の日本モンキーセンターから13匹の猿をもらい受けて、「日光猿軍団」を結成。翌1991年に埼玉県越谷市で「お猿の学校」の旗揚げ公演を開始。1992年1月に「お猿の劇場（演劇場）」を兼ねた猿のテーマパークとして日光猿軍団を現在地にオープンした。
1980年代までの一般的な猿まわしと異なり、人間と猿の1対1でなく1対多であること、女性が猿まわしをすることが特徴。園内の猿は総勢約50匹で、それぞれの猿に調教師がおり、学校形式で校長（間中が務める）・教頭・一般教員の配役が配属されている。
敷地内の「演劇場」で公開されている演目は、お猿の学校・お猿のおもしろ芸・お猿の十二支・お猿の忍者などがあり、時季によって変動していた。「演劇場」は入れ替え制であり、入園時に時間指定の入場整理券を受取り、一回分のみ観覧することができる形式であった。、
演劇場での活動はもとより、動物番組を中心にテレビに登場したり、テレビCMの継続的な出稿やタイアップ映画の製作など、創業者兼校長である間中敏雄のキャラクターともども1990年代に一世を風靡した。猿軍団の成功により、旧今市市内にログハウス・温泉・バギーコースを兼ねたオートキャンプ場「神山温泉オートキャンプ場」を開業した。また、1999年7月に廃部が決まり身の振り方を考えていた古河電工アイスホッケー部の選手たちが神山温泉オートキャンプ場で間中と偶然居合わせたことで支援を受け入れ、2000年にかけてH.C日光アイスバックス（有限会社栃木アイスホッケークラブ）に子息の死亡保険金を投じ多額の資金援助を行った。さらにテレビ局関係者を紹介しZONEで日光アイスバックスを取り上げさせる（2001年5月14日放送）など、黎明期の同クラブに多大な支援を行った。

## 閉館
2011年3月に東日本大震災と福島第一原子力発電所事故が発生。このときほとんどの調教師は動物のトレーナー（調教）関係の学科を専修し、修行のために住み込みで働いていた韓国人・中国人であったため、放射能汚染を危惧した親の呼び寄せなどで相次いで帰国・離職することになった。
このとき間中は還暦を過ぎて体力面から隠居状態で、長男・和彦を1995年に交通事故で失い、芸能活動を引退後、2000年に帰郷して調教を学んでいた次男・利美も2004年に退職して神戸モンキーズ劇場に移籍していたことで後継者もなく、猿の世代交代が困難な状態であった。放射能汚染の風評被害から来園者が激減する中、その後もベテランの猿たちを中心に据えて演劇を続行するも、2013年に入り、好物の果物を口にしなくなる程に疲労した高齢の猿の姿を間中が見たことで、同年限りで閉園することを決断し、8月に発表した。これによって往時を懐かしむ家族連れらが大挙するようになり、往時の盛況を取り戻すことになった。
12月21日に「お猿の学校 卒業式」を行い、間中校長が生徒の猿たちを卒業させた。翌日から12月31日までは間中校長が卒業した猿たちの進路相談や猿軍団の往時を振り返る「最終公演」を行い、当初予定通り12月31日大晦日の最終公演で猿軍団は解散宣言をし、施設も閉園となった。
日光猿軍団の解散後、間中屋は神山温泉オートキャンプ場を「日光まなかの森」に改称し、同施設の運営や干し芋「いも学校」の製造販売に軸足を移した。なお、震災前より中国山東省東営市の中日文化交流関係の団体から猿まわし劇場のプロデュースの打診を受けており、間中が名誉館長として猿の指導にあたる「日光猿軍団中国劇場」を2015年5月を目処に開業させることが2014年3月に決まり、中国から調教師を受け入れて猿軍団の若い猿に調教が行われていた。
また、日光猿軍団の施設で飼育場や猿軍団の軌跡などを公開する「日光猿軍団記念館」を開設すると当初からアナウンスされており、2014年10月4日に復活した。お猿の芝居は行わないが、劇場内で間中の半生と日光猿軍団の開園から解散までをダイジェストにした約25分のビデオ上映が行われ、数多くのお猿の衣装や写真・賞状の展示、中国進出に向けて猿の調教を見学するバックヤードツアーが実施されていた。

## 復活
日光猿軍団とライバル関係にあった猿回し師村﨑太郎が「後継者がいないなら私たちに任せて欲しい」と間中に申し入れ、1年半に及ぶ交渉の結果、2015年3月に村﨑が日光猿軍団の土地建物を買収することで合意し、劇場で記者発表を行った。これに伴い、「日光猿軍団記念館」は3月20日を以て閉館し、間中の手を離れて同年4月29日に『日光さる軍団』として開業した。
『さる軍団』では太郎次郎一門に所属する猿のみで構成されており、従来からいた日光猿軍団の猿は高齢化もあり関わっていない。
一方、次男・間中利美も神戸モンキーズ劇場との契約を満了した2011年に栃木県に戻り、「モンキーエンターテイメント」を立ち上げ、代表兼チーフトレーナーとして活動している。

## アクセス
- 鉄道：東武鬼怒川線鬼怒川温泉駅・新高徳駅下車。日光交通ダイヤルバス営業所が鬼怒川温泉駅 - 東武ワールドスクウェア園内 - 小佐越駅 - 新高徳駅 - お猿の学校 - 日光江戸村間に日中1時間3本程度の循環路線バスを運行している。鬼怒川温泉駅4番のりばから「お猿の学校」下車、所要時間は約15分。
- 道路：旧今市市より鬼怒バイパスを北上、日光江戸村の手前（南）に所在する。

## CM
独立局のテレビ埼玉・千葉テレビ放送や、1990年代はテレビ東京平日夕方6時30分枠のアニメでスポットCMを放送していた。閉園後（2014年以降）も、土産品としてまなかの森リゾートで販売しているサツマイモの干し芋「いも学校」のCMが独立局で放送されている。(※干し芋「いも学校」は2017年2月末を以って販売を終了した。)

## CD・カセット
- モンキー・パラダイス〜日光猿軍団の歌〜（コンチネンタル、TEDA-222。1992年4月22日発売）

1. モンキー・パラダイス〜日光猿軍団の歌〜（歌：鈴木香織）
2. 軍団パワーではっぴっぴ〜日光猿軍団のテーマ
3. モンキー・パラダイス〜日光猿軍団の歌〜（オリジナル・カラオケ）
4. 軍団パワーではっぴっぴ〜日光猿軍団のテーマ（オリジナル・カラオケ）

- 桃太郎（東芝EMI、TODT-2833。1992年5月1日発売） - 実際の猿の声をサンプリングして製作した。3万枚近い売上を記録[8]。

1. 桃太郎（歌：日光猿軍団） - 作詞者不明、作曲：岡野貞一の文部省唱歌のカバー
2. 猿は勝つ（歌：日光猿軍団 & モンキー校長 間中敏雄 & 少女合唱団） - 曲名はKANの「愛は勝つ」のもじり[8]
3. モンキーズのテーマ（歌：日光猿軍団 & モンキー校長 間中敏雄）
4. 猿は勝つ（オリジナル・カラオケ）

- 平成人生訓（キングレコード、CD : KIDD-1188 / カセット : KISD-1188。1992年12月24日発売）

1. 平成人生訓（歌：山本文郎 & シャイ）
2. 平成人生訓（カラオケ）
3. サルまねヒトまね（歌：はやしばらめぐみ & アマゾネス軍団）
4. サルまねヒトまね（カラオケ）

## 商標権事件
2000年12月ごろから営業を開始した福島県郡山市の「日本猿軍団」が「猿軍団」や「お猿の学園」という呼称を使い、巡業をしながら活動していた。1996年に「日光猿軍団」や「お猿の学校」などの名称を既に商標登録していた間中屋は、当初はこれを黙認していたが、勘違いした客から苦情が寄せられたり、演目が同じだったりしたという。
このため2002年3月4日、間中屋は「日本猿軍団」を相手に商標の使用差し止めと謝罪広告を求める民事訴訟を宇都宮地方裁判所に提訴した。
同年7月17日、宇都宮地裁で日光猿軍団と日本猿軍団との間で和解が成立。日本猿軍団が謝罪し、日光猿軍団が権利を所有する名称を使わないことで決着した。

## フジテレビ「ほこ×たて」虐待事件
フジテレビのバラエティ番組「ほこ×たて」で2012年10月21日に放送した「vsラジコンカー 第2戦 - どんな獲物も捕まえる猿軍団」という企画にて、アニマルアクターとして出演した日光猿軍団の猿がラジコンを追わなかったため、番組の制作スタッフが猿のクビに釣り糸を巻きつけ、ラジコンで引っ張って追いかけているように見せるというやらせ演出および動物虐待が行われたことが、2013年10月に番組観覧者からの告発により明らかとなり、結果として番組打ち切りとなった。。
これを受けて間中は2013年11月25日に猿軍団の公式サイト上で掲載した「閉園のあいさつ」の文末で、『当園として問われることは一切しておりません』という、釣り糸を巻き付けるという動物虐待行為ややらせ演出への関与を否定する趣旨のコメントを述べている。